# Nicholaus Arson
Niklas "Nicholaus Arson" Almquist, född 26 januari 1977 i Säter, Dalarna, är en svensk gitarrist och medlem i rockbandet The Hives från Fagersta. Niklas Almquist är Pelle Almqvists äldre bror.
Arson använder sig oftast av gitarrmodellen Telecaster. Han har även en specialgjord gitarr kallad "The Arsonette", tillverkad av Sundberg Guitars.
Han sjunger också själv på en av The Hives' låtar, "Feet".
Musiktidningen New Musical Express har avslöjat Randy Fitzsimmons, som av The Hives hävdas vara bandets låtskrivare, som en pseudonym för Nicholaus Arson. Detta har dock förnekats av bandet.
Arson körade på 59 Times the Pains End of the Millennium (1999).

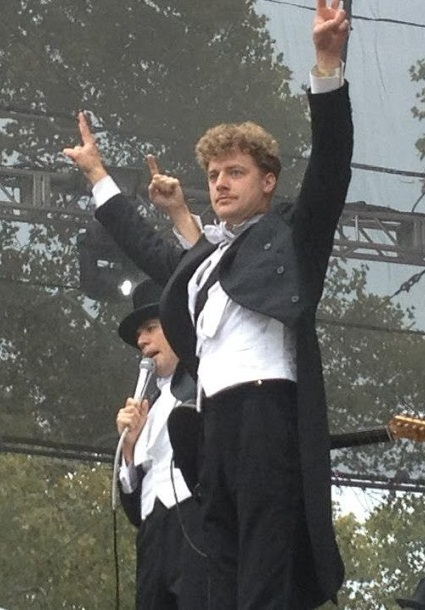
Niklas Almqvist. Made in America. September 2012. Philadelphia.